# Mannen van de Radio
De Mannen van de Radio is een serie absurdistische radiosketches uit het VPRO-radioprogramma De Avonden. Tussen 1995 en 1997 werd vrijwel elke dag rond 23.45 door de cabaretiers Pieter Bouwman, Hans Teeuwen (en soms Theo Maassen) live een stukje geïmproviseerd over de meest uiteenlopende, veelal bizarre onderwerpen. De sketches waren later meestal op dinsdagavond te horen in het programma De Avonden. De allerlaatste 'Mannen van de Radio' dateert waarschijnlijk van dinsdag 10 augustus 2004. In 1999 verscheen een selectie van de sketches op CD; sinds 2017 staan de meeste van de afleveringen online.

## Geschiedenis
De oorsprong van de Mannen van de Radio ligt bij een filmpje uit 1994 genaamd De Grebbeberg waarin Bouwman en Teeuwen respectievelijk een oorlogsveteraan en zijn interviewer spelen. In dit filmpje zijn al enkele typische Mannen van de Radio-kenmerken te herkennen, zoals de vorm (een interview), de stijl (absurdistisch) en de thematiek (Tweede Wereldoorlog).
In die tijd werkte Pieter Bouwman als regisseur voor Hans Teeuwen's solo-programma "Hard & Zielig" en de opvolger "Met een Breierdeck". Tijdens het werken aan deze programma's werd door Bouwman al veel met improvisatie gewerkt. Nadat hij van een vriend een paar cassettes kreeg met sketches van Derek and Clive (Dudley Moore en Peter Cook), ontstond het idee om zelf ook improvisaties op te nemen. Theaterbureau Hummelink Stuurman stuurde deze opnames naar de VPRO, waar Wim Noordhoek enthousiast reageerde en het in zijn programma De Avonden wilde hebben.

## De CD
Naar aanleiding van het succes van de Mannen van de Radio in De Avonden is in 1999 een dubbel-cd uitgegeven met daarop een selectie van 26 sketches, onder de naam "De mannen van de radio ~ improvisaties". De improvisaties van deze cd zijn over het algemeen de bekende stukjes geworden.
Aubergines - 2.28
Ballonnen vouwen - 4.41
Trui - 2.21
Jezus - 9.24
Nieuwe ziekte - 3.51
Menukaart - 4.15
Hittegolf - 4.44
Helderziende - 6.29
Ouwe vrijster - 5.01
Marmotten en geiten - 6.11
SS Mariska Veres - 5.18
In de kont - 1.37
Henk belt Bert - 3.53
Zand en schelpjes - 3.50
Outlaw - 2.14
Writers block - 6.14
Fan van de koningin - 4.53
Carnaval - 2.28
Ondankbare plant - 4.15
Jaap Stobbe - 6.21
Frisdrank - 1.27
Amateur-aborteur - 4.30
Piercings - 3.19
Vrij hebben - 5.12
Calamiteitenman - 4.55
Welterusten - 2.12